# Thérèse Svensson
För racerföraren, född 1983, se Therése Svensson
Marie Thérèse Svensson, född  29 maj 1978 i Ryds församling, Skövde kommun, är en svensk skådespelare.

## Biografi
Thérèse Svensson växte upp i Skövde och flyttade sedan till Stockholm där hon studerade på Teaterhögskolan 2001-2005.  Hon har medverkat i ett flertal uppsättningar, radioteater, tv och film. Hösten 2011 spelade Svensson "Den unga" i pjäsen "Den halvfärdiga himlen" på Stockholms stadsteater. Pjäsen baserar sig på texter av Tomas Tranströmer. 

## TV-serier och film
- 2018 – Sthlm Rekviem (TV-serie)

## Teater/Scen

### Roller (ej komplett)
| År   | Roll     | Produktion                                                  | Regi          | Teater                 |
| ---- | -------- | ----------------------------------------------------------- | ------------- | ---------------------- |
| 2012 | Krullis  | Peter Pan och Wendy J.M. Barrie i ny version av Anders Duus | Pia Johansson | Stockholms stadsteater |
| 2015 | Kvinna 4 | Sara Sara Sara America Vera-Zavala                          | Olof Hanson   | Stockholms stadsteater |

- Den halvfärdiga himlen, Stockholms stadsteater[3]
- Fem gånger Gud, Stockholms stadsteater[4]
- Utrensning, Stockholms stadsteater[5][6][7][8][9][10]
- Svinalängorna, Riksteatern[11]